# Schermen op de Paralympische Zomerspelen 2012 – Degen vrouwen categorie B
Tijdens de Paralympische Zomerspelen 2012 in Londen was de discipline degen vrouwen categorie B een van de disciplines bij het onderdeel rolstoelschermen. De competitie werd gehouden in het ExCeL Centre in Londen op 5 september 2012. In totaal namen 11 atleten uit 10 landen aan dit onderdeel deel.

## Formule
Er werd eerst een pouleronde geschermd; deze bepaalde de klassering voor de rechtstreekse uitschakeling. De 8 beste schermsters gingen door naar de achtste finale. Er werd geschermd voor een derde plaats.

## Deelnemersveld
| Naam                 | Land      |
| -------------------- | --------- |
| Simone Briese-Baetke | Duitsland |
| Cecile Demaude       | Frankrijk |
| Gyongy Dani          | Hongarije |
| Yui Chong Chan       | Hongkong  |
| Tetiana Pozniak      | Oekraïne  |

| Naam                  | Land                |
| --------------------- | ------------------- |
| Marta Makowska        | Polen               |
| Liudmila Vasileva     | Rusland             |
| Saysunee Jana         | Thailand            |
| Justine Moore         | Verenigd Koninkrijk |
| Liudmila Lemieskevich | Wit-Rusland         |
| Alesia Makristkaya    | Wit-Rusland         |

## Verloop

### Poulefase
| Speler                 | Uitslag | Speler                 |
| ---------------------- | ------- | ---------------------- |
| Tetiana Pozniak        | 5 – 4   | Yui Chong Chan         |
| Yui Chong Chan         | 5 – 3   | Cecile Demaude         |
| Marta Makowska         | 4 – 5   | Cecile Demaude         |
| Liudmila Lemiashkevich | 5 – 4   | Marta Makowska         |
| Liudmila Lemiashkevich | 1 – 3   | Tetiana Pozniak        |
| Tetiana Pozniak        | 5 – 3   | Cecile Demaude         |
| Liudmila Lemiashkevich | 5 – 0   | Cecile Demaude         |
| Yui Chong Chan         | 5 – 4   | Liudmila Lemiashkevich |
| Yui Chong Chan         | 5 – 0   | Marta Makowska         |
| Tetiana Pozniak        | 1 – 5   | Marta Makowska         |

| Speler               | Uitslag | Speler               |
| -------------------- | ------- | -------------------- |
| Simone Briese-Baetke | 5 – 2   | Gyongyi Dani         |
| Liudmila Vasileva    | 5 – 1   | Gyongyi Dani         |
| Liudmila Vasileva    | 3 – 5   | Saysunee Jana        |
| Alesia Makrytskaya   | 3 – 5   | Saysunee Jana        |
| Alesia Makrytskaya   | 2 – 5   | Justine Moore        |
| Simone Briese-Baetke | 5 – 1   | Justine Moore        |
| Simone Briese-Baetke | 5 – 3   | Liudmila Vasileva    |
| Alesia Makrytskaya   | 3 – 5   | Liudmila Vasileva    |
| Alesia Makrytskaya   | 5 – 4   | Gyongyi Dani         |
| Saysunee Jana        | 5 – 2   | Gyongyi Dani         |
| Saysunee Jana        | 5 – 0   | Justine Moore        |
| Alesia Makrytskaya   | 4 – 5   | Simone Briese-Baetke |
| Saysunee Jana        | 4 – 5   | Simone Briese-Baetke |
| Gyongyi Dani         | 5 – 1   | Justine Moore        |
| Liudmila Vasileva    | 5 – 3   | Justine Moore        |

### Eindfase
|  | kwartfinale | kwartfinale            | kwartfinale       |               |    | halve finale         | halve finale | halve finale   |              |                   | finale       | finale               | finale |
|  |             |                        |                   |               |    |                      |              |                |              |                   |              |                      |        |
|  | 1           | Simone Briese-Baetke   | 15                |               |    |                      |              |                |              |                   |              |                      |        |
|  | 8           | Cecile Demaude         | 4                 |               |    |                      |              |                |              |                   |              |                      |        |
|  | 8           | Cecile Demaude         | 4                 |               |    | Simone Briese-Baetke | 15           |                |              |                   |              |                      |        |
|  |             |                        |                   |               |    | Simone Briese-Baetke | 15           |                |              |                   |              |                      |        |
|  |             |                        | Liudmila Vasileva | 9             |    |                      |              |                |              |                   |              |                      |        |
|  | 5           | Liudmila Vasileva      | Liudmila Vasileva | 9             | 5  |                      |              |                |              |                   |              |                      |        |
|  | 5           | Liudmila Vasileva      |                   |               | 5  |                      |              |                |              |                   |              |                      |        |
|  | 4           | Tetiana Pozniak        | 1                 |               |    |                      |              |                |              |                   |              |                      |        |
|  |             |                        |                   |               |    |                      |              |                |              |                   |              | Simone Briese-Baetke | 8      |
|  |             |                        |                   | Saysunee Jana | 15 |                      |              |                |              |                   |              |                      |        |
|  | 3           | Yui Chong Chan         | 15                |               |    |                      |              |                |              |                   |              |                      |        |
|  | 6           | Liudmila Lemiashkevich | 12                |               |    |                      |              |                |              |                   |              |                      |        |
|  | 6           | Liudmila Lemiashkevich | 12                |               |    | Yui Chong Chan       | 14           |                | derde plaats | derde plaats      | derde plaats | derde plaats         |        |
|  |             |                        |                   |               |    | Yui Chong Chan       | 14           |                | derde plaats | derde plaats      | derde plaats | derde plaats         |        |
|  |             |                        | Saysunee Jana     | 15            |    |                      |              |                |              |                   |              |                      |        |
|  | 7           | Marta Makowska         | Saysunee Jana     | 15            | 5  |                      |              |                |              |                   |              |                      |        |
|  | 7           | Marta Makowska         |                   |               |    |                      |              |                |              | Liudmila Vasileva | 13           |                      |        |
|  | 2           | Saysunee Jana          | 15                |               |    |                      |              |                |              | Liudmila Vasileva | 13           |                      |        |
|  |             |                        |                   |               |    |                      |              | Yui Chong Chan | 15           |                   |              |                      |        |
|  |             |                        |                   |               |    |                      |              | Yui Chong Chan | 15           |                   |              |                      |        |

## Eindrangschikking
| Plaats | Naam                 | Land      |
| ------ | -------------------- | --------- |
| 1.     | Saysunee Jana        | Thailand  |
| 2.     | Simone Briese-Baetke | Duitsland |
| 3.     | Yui Chong Chan       | Hongkong  |
| 4.     | Liudmila Vasileva    | Rusland   |